# فلاديمير بيستروف

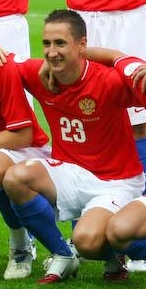
فلاديمير بيستروف

فلاديمير بيستروف (بالروسية: Владимир Сергеевич Быстров)‏ ، من مواليد 31 يناير 1984 ، لاعب كرة قدم روسي.
يلعب مع نادي سبارتاك موسكو.
يلعب مع منتخب روسيا لكرة القدم.

## مسيرته الكروية
لعب فلاديمير بيستروف خلال مسيرته الاحترافية مع 5 أندية في عشرون موسمًا وسجل خلالها 45 هدفًا ضمن 320 مباراة. حيث فاز في موسمين بالكأس وفي موسمين بالدوري.
خاض فلاديمير بيستروف مسيرته مع نادي زينيت سانت بطرسبرغ في موسم 2001 في المرة الأولى ليلعب معه خمسة مواسم ثم في موسم 2009 ليلعب معه خمسة مواسم، مشاركًا طوالها في 167 مباراة سجل خلالها 24 هدفًا. ثم انتقل إلى نادي سبارتاك موسكو في موسم 2005 ليلعب معه خمسة مواسم، حيث شارك في 99 مباراة سجل خلالها 17 هدفًا. لينتقل بعدها إلى نادي أنجي محج قلعة في موسم 2013–14 لمدة موسم واحد، مشاركًا في 11 مباراة سجل خلالها هدفًا واحدًا. ثم انتقل إلى نادي كراسنودار في موسم 2014–15 واستمر معه طيلة ثلاثة مواسم، مشاركًا في 40 مباراة سجل خلالها 3 أهداف. هذا وانتقل لاحقًا إلى نادي توسنو في موسم 2017–18 لمدة موسم واحد، مشاركًا في 3 مباريات ولم يسجل أي هدف.

## روابط خارجية
- فلاديمير بيستروف على موقع الاتحاد الأوربي (الإنجليزية)
- فلاديمير بيستروف على موقع قاعدة بيانات كرة القدم.إي يو (الإنجليزية)
- فلاديمير بيستروف على موقع ناشيونال فوتبول تيمز (الإنجليزية)
- فلاديمير بيستروف على موقع Soccerway.com (الإنجليزية)
- فلاديمير بيستروف على موقع عالم كرة القدم.نت (الإنجليزية)
- فلاديمير بيستروف على موقع كووورة
- فلاديمير بيستروف على موقع AS.com (الإسبانية)